# جائزة إنكبوت
جائزة إنكبوت (بالإنجليزية: Inkpot Award)‏ هي جائزة تمنح سنويا منذ 1974 للعاملين في مجال كتب الرسوم المتحركة، تحريك صور والخيال العلمي بالإضافة إلى جوانب الثقافة الشعبية المتعلقة. من الفائزين بها راي برادبري، فرانك كابرا، بوب كلامبيت، جوون فوراي، تشاك جونز، جاك كيربي، ستان لي، تشارلز شولز وروي توماس.